# Anthia
Genre
Synonymes
- Pachymorpha Hope, 1838
- Thoracolobus Gistel, 1857
- Calanthia Obst, 1901
- Odontanthia Obst, 1901

Anthia est un genre d'insectes coléoptères de la famille des Carabidae. 

## Répartition géographique
Les espèces du genre Anthia habitent principalement les régions tropicales d'Afrique et d'Asie.

## Description
Les Anthia sont de très gros insectes,.
Ils arborent en général des motifs constitués de rayures et/ou de taches noires et blanches ou jaunes assez vives qui pourraient être des marques d'aposématisme.

### Diagnose
Le corps est grand et massif, noir ou marron foncé, généralement avec des soies ou une pubescence jaunes ou blanches. Le prothorax est cordiforme, nettement élargi latéralement et généralement pourvu de grandes brides latérales. Les Anthia présentent un dimorphisme sexuel au niveau des mandibules et du prothorax. Les mandibules sont allongées chez les mâles et plus courtes chez les femelles. La base du pronotum présente deux brides postérieures ou extensions aplaties chez les mâles et de simples turgescences sans extension chez les femelles. Les élytres sont lisses avec des rangées de minuscules perforations voir faiblement striées mais jamais de manière marquée.

## Éthologie
Ces coléoptères sont armés de puissantes défenses chimiques et sont capables de pulvériser des sécrétions acides très concentrées sur une distance d'un mètre ou plus, souvent dirigées vers la tête et les yeux de l'agresseur. Par exemple, le jet défensif d’Anthia thoracica est constitué à 98% d'acide formique avec une faible quantité d'isovaléraldéhyde, d'acide acétique et des deux diastéréoisomères de l'acide 2-méthylbut-2-énoïque : l'acide angélique et l'acide tiglique.
Les Anthia sont des prédateurs d'autres insectes comme la plupart des carabes. Anthia thoracica peut par exemple se nourrir de fourmis et Anthia sexguttata de lépidoptères.
Des cas de phorésie peuvent être rencontrés avec le transport de larves de Cyaneolytta par des spécimens d’Anthia.

## Systématique
Ce genre a été décrit par l'entomologiste allemand Friedrich Weber en 1801 avec pour espèce type Carabus sexguttatus Fabricius, 1775 (Anthia sexguttata (Fabricius, 1775)) désignée ultérieurement par Pierre-André Latreille en 1810.

### Publication originale
- (la) F. Weber, 1801, Observationes entomologicae, continentes novorum quae condidit generum characteres, et nuper detectarum specierum descriptiones. Bibliopolii academici novi, Kiliae, 116 pages. (lire en ligne)

### Liste des espèces
Le genre Anthia inclut treize espèces, :
- Anthia artemis Gerstaecker, 1884 - Tanzanie, Burundi, Éthiopie, Kenya, Ouganda[1]
- Anthia bucolica Kolbe, 1894 - Burundi, République démocratique du Congo, Kenya, Malawi, Tanzanie, Ouganda, Zambie[1]
- Anthia calida Harold, 1878 - Angola, République démocratique du Congo[1]
- Anthia cinctipennis [Dupont in litt.] Lequien, 1832 - Angola, Botswana, Lesotho, Mozambique, Namibie, Afrique du sud, Swaziland, Tanzanie, Zambie, Zimbabwe[1]
- Anthia circumscripta Klug, 1853 - Angola, Botswana, République démocratique du Congo, Kenya, Malawi, Mozambique, Namibie, Afrique du sud, Tanzanie, Zambie, Zimbabwe[1]
- Anthia convexipennis Putzeys, 1880[9],[8] - Angola[8]
- Anthia ferox Thomson, 1859 - Soudan du Sud, Éthiopie, Érythrée, Djibouti, Somalie[1]
- Anthia kleinfeldi Puchner, 2013[8],[10] - Angola[8],[10]
- Anthia lefebvrei Guérin-Méneville, 1847 - Djibouti, Érythrée, Éthiopie, Kenya, Soudan du sud[1]
- Anthia lunae Thomson, 1859 - Benin, Burkina Faso, Cameroun, République du Congo, République démocratique du Congo, Ghana, Kenya, Nigéria, République centrafricaine, Soudan du Sud, Soudan, Tanzanie, Tchad, Togo, Ouganda[1]
- Anthia maxillosa [Olivier in litt.] (Fabricius, 1781) - Afrique du sud, Mozambique[1]
- Anthia sexguttata (Fabricius, 1775) - Afghanistan, Bangladesh, Inde, Iran, Kazakhstan, Népal, Pakistan, Sri Lanka, Turkménistan, Ouzbékistan[1]
- Anthia thoracica (Thunberg, 1784) - Botswana, Kenya, Lesotho, Malawi, Mozambique, Namibie, Afrique du sud, Swaziland, Tanzanie, Zambie, Zimbabwe[1]

### Galerie d'espèces

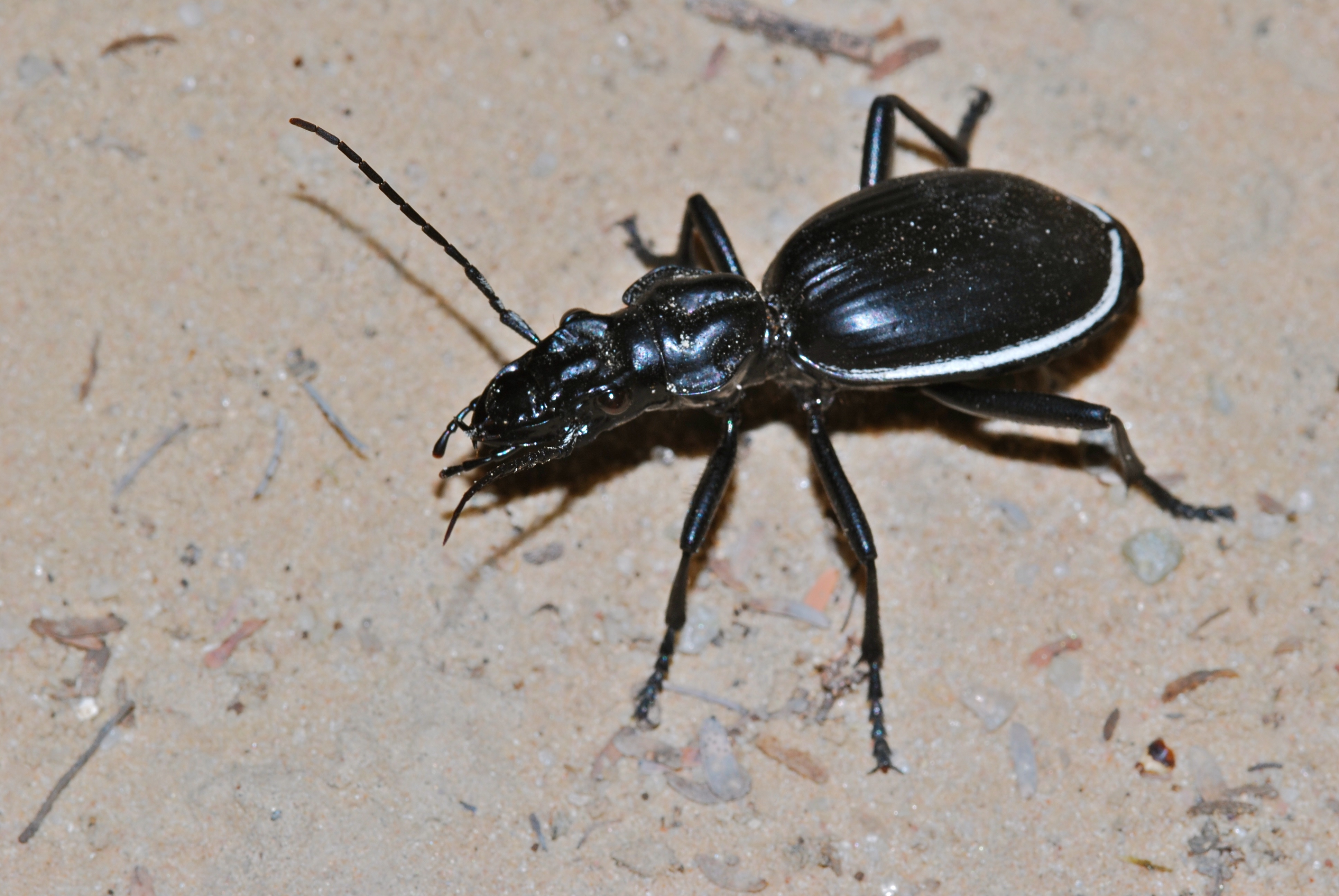
Anthia cinctipennis.
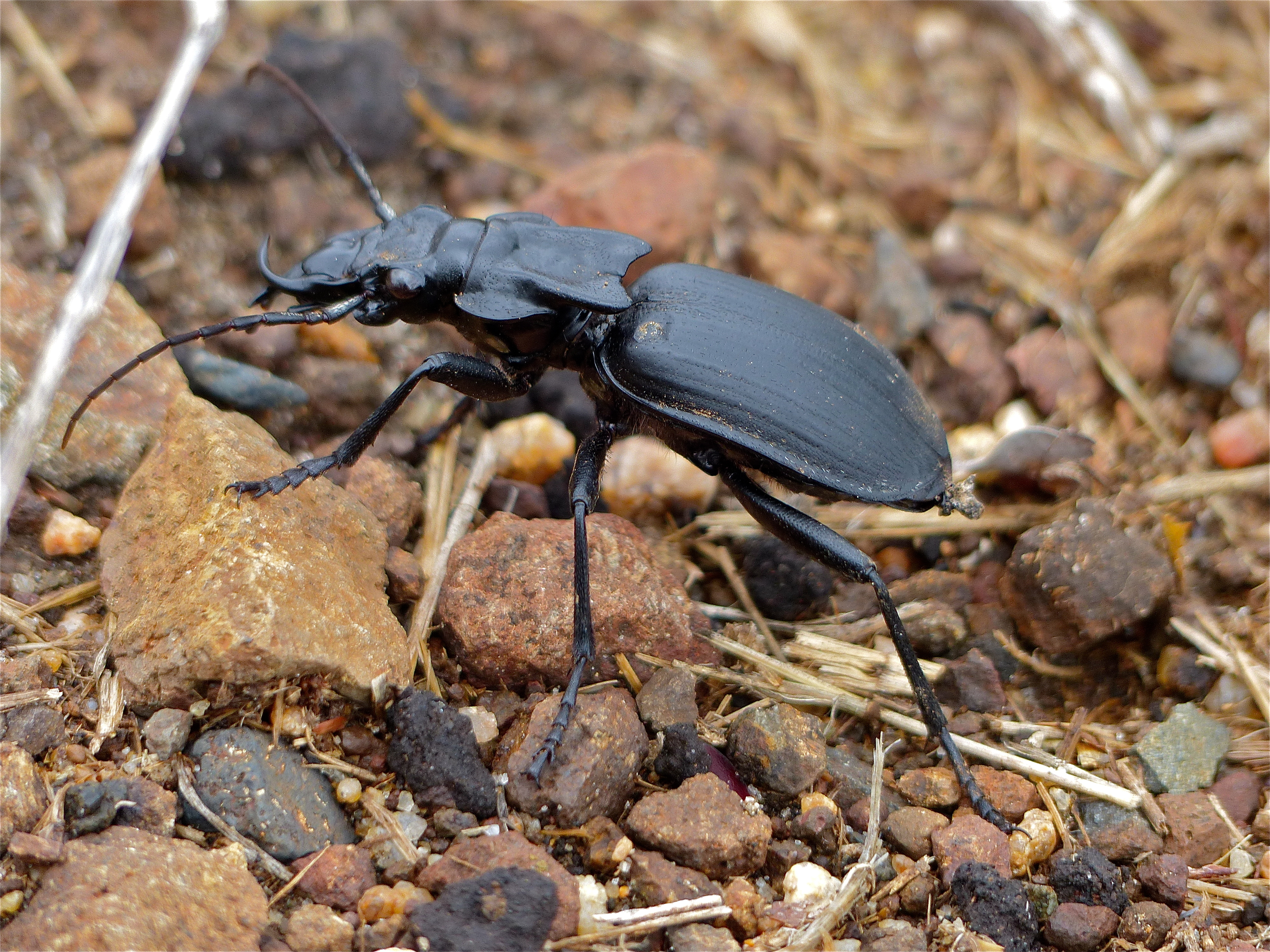
Anthia maxillosa.
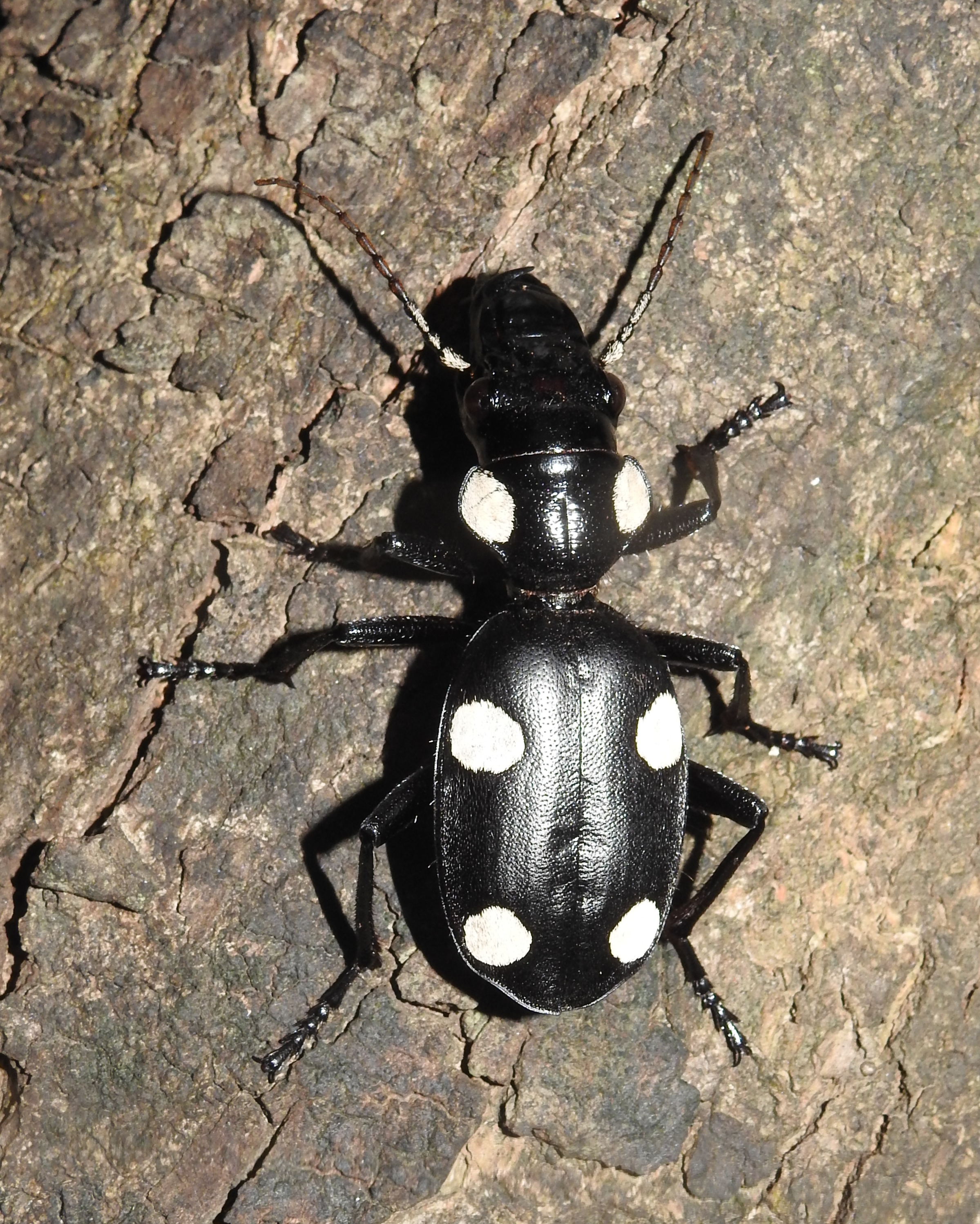
Anthia sexguttata.
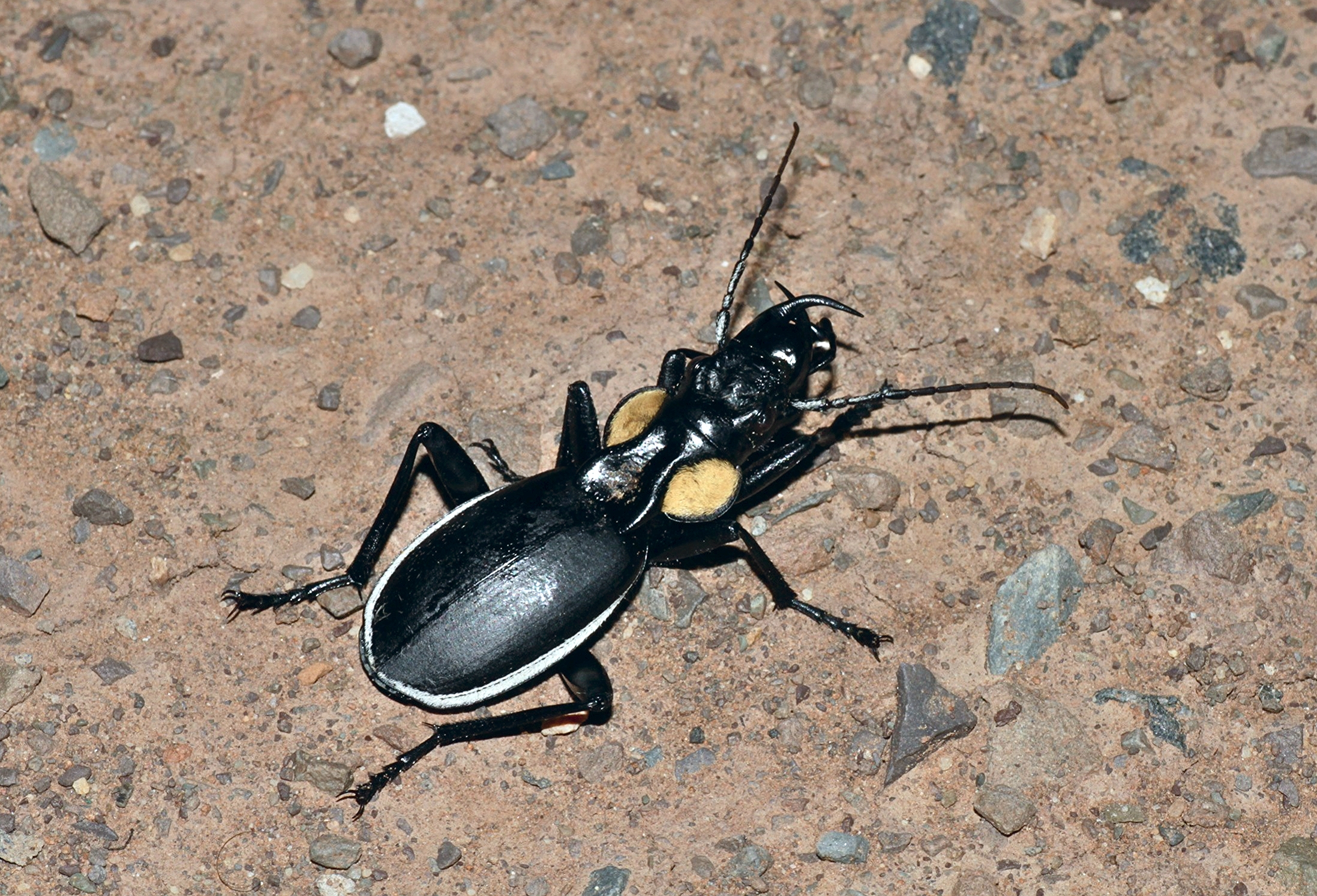
Anthia thoracica.